# Gilberto Carlos Nascimento
Gilberto Carlos Nascimento més conegut pel sobrenom Betinho (São Paulo, Brasil, 14 de juny de 1966) és un futbolista brasiler retirat que disputà un partit amb la selecció del Brasil.